# Adam Bieliński (zm. 1716)
Adam Bieliński (Biliński) herbu Junosza (zm. w 1716 roku) – kasztelan zakroczymski.
Po zerwanym sejmie konwokacyjnym 1696 roku przystąpił 28 września 1696 roku do konfederacji generalnej.